# قائمة وزراء الإعلام (السعودية)
أدناه قائمة بالوزراء الذين توّلو كرسي وزراة الإعلام السعودية منذ إصدار الملك فيصل مرسومً ملكيًّا بتاريخ 9 شوال 1382 هـ بتحويل المديرية العامة للصحافة والنشر إلى وزارة للإعلام لتشرف على وسائل الإعلام، والتي كان جميل الحجيلان أوّل وزيرٍ لها. في عام 2003، تم نقل مسؤوليات الإشراف على القطاع الثقافي إلى وزارة الإعلام وتم تعديل مسماها إلى «وزارة الثقافة والإعلام»، وتحويل الإذاعة والتلفزيون ووكالة الأنباء السعودية إلى مؤسستين عامتين، ثم أُنشئت هيئة الإعلام المرئي والمسموع. صدر عام 2018 صدر أمرٌ ملكيٌّ بفصل الثقافة عن الإعلام في وزارة خاصة بها بمسمى «وزارة الثقافة»، وعودة وزارة الثقافة والإعلام إلى مسماها السابق «وزارة الإعلام».

## القائمة
| الترتيب | الصورة                               | الوزير                      | الوزارة                                | بداية الفترة                         | نهاية الفترة                                               | في عهد                                                | مراجع |
| ------- | ------------------------------------ | --------------------------- | -------------------------------------- | ------------------------------------ | ---------------------------------------------------------- | ----------------------------------------------------- | ----- |
| 1       |                                      | جميل بن إبراهيم الحجيلان    | وزارة الإعلام (1963 - 2003)            | 1384 هـ مارس 1963 م                  | 1390 هـ 1970 م                                             | سعود بن عبد العزيز آل سعود فيصل بن عبد العزيز آل سعود | [ 3 ] |
| 2       |                                      | إبراهيم بن عبد الله العنقري | وزارة الإعلام (1963 - 2003)            | 1390 هـ 1970 م                       | 20 رمضان 1395 هـ 25 سبتمبر 1975 م                          | فيصل بن عبد العزيز آل سعود خالد بن عبد العزيز آل سعود | [ 4 ] |
| 3       |                                      | محمد عبده يماني             | وزارة الإعلام (1963 - 2003)            | 20 رمضان 1395 هـ 25 سبتمبر 1975 م    | 11 رجب 1403 هـ 24 أبريل 1983 م                             | خالد بن عبد العزيز آل سعود فهد بن عبد العزيز آل سعود  |       |
| 4       |                                      | علي بن حسن الشاعر           | وزارة الإعلام (1963 - 2003)            | 11 رجب 1403 هـ 24 أبريل 1983 م       | 6 ربيع الأول 1416 هـ 3 أغسطس 1995 م                        | فهد بن عبد العزيز آل سعود                             | [ 5 ] |
| 5       |                                      | فؤاد بن عبد السلام الفارسي  | وزارة الإعلام (1963 - 2003)            | 6 ربيع الأول 1416 هـ 3 أغسطس 1995م   | 28 ذو الحجة 1425 هـ 8 فبراير 2005 م                        | فهد بن عبد العزيز آل سعود                             | [ 5 ] |
| 5       | وزراة الثقافة والإعلام (2003 - 2018) | فؤاد بن عبد السلام الفارسي  |                                        | 6 ربيع الأول 1416 هـ 3 أغسطس 1995م   | 28 ذو الحجة 1425 هـ 8 فبراير 2005 م                        | فهد بن عبد العزيز آل سعود                             | [ 5 ] |
| 6       |                                      | إياد بن أمين مدني           | 28 ذو الحجة 1425 هـ 8 فبراير 2005 م    | 19 صفر 1430 هـ 14 فبراير 2009 م      | فهد بن عبد العزيز آل سعود عبد الله بن عبد العزيز آل سعود   |                                                       |       |
| 7       |                                      | عبد العزيز خوجة             | 19 صفر 1430 هـ 14 فبراير 2009 م        | 12 محرم 1436 هـ 5 نوفمبر 2014 م      | عبد الله بن عبد العزيز آل سعود                             |                                                       |       |
| 8       |                                      | بندر بن محمد بن حمزة حجار   | 12 محرم 1436 هـ 5 نوفمبر 2014 م        | 16 صفر 1436 هـ 8 ديسمبر 2014 م       | عبد الله بن عبد العزيز آل سعود                             |                                                       |       |
| 9       |                                      | عبد العزيز الخضيري          | 16 صفر 1436 هـ 8 ديسمبر 2014 م         | 9 ربيع الآخر 1436 هـ 29 يناير 2015 م | عبد الله بن عبد العزيز آل سعود سلمان بن عبد العزيز آل سعود |                                                       |       |
| 10      |                                      | عادل الطريفي                | 9 ربيع الآخر 1436 هـ 29 يناير 2015     | 25 رجب 1438 هـ 22 أبريل 2017 م       | سلمان بن عبد العزيز آل سعود                                | [ 6 ] [ 7 ]                                           |       |
| 11      |                                      | عواد العواد                 | 25 رجب 1438 هـ 22 أبريل 2017 م         | 20 ربيع الآخر 1440 27 ديسمبر 2018 م  | سلمان بن عبد العزيز آل سعود                                | [ 7 ] [ 8 ]                                           |       |
| 11      | وزارة الإعلام (2018 - الآن)          | عواد العواد                 | 25 رجب 1438 هـ 22 أبريل 2017 م         | 20 ربيع الآخر 1440 27 ديسمبر 2018 م  | سلمان بن عبد العزيز آل سعود                                | [ 7 ] [ 8 ]                                           |       |
| 12      |                                      | تركي الشبانة                | 20 ربيع الآخر 1440 هـ 27 ديسمبر 2018 م | 1 رجب 1441 هـ 25 فبراير 2020 م       | سلمان بن عبد العزيز آل سعود                                | [ 8 ] [ 9 ]                                           |       |
| 13      |                                      | ماجد القصبي                 | 1 رجب 1441 هـ 25 فبراير 2020 م         | 4 مارس 2023                          | سلمان بن عبد العزيز آل سعود                                | [ 9 ]                                                 |       |
| 14      |                                      | سلمان يوسف الدوسري          | 5 مارس 2023                            | حتى الآن                             | الملك سلمان بن عبد العزيز                                  | [ 10 ]                                                |       |